# Kuk (kucharz)

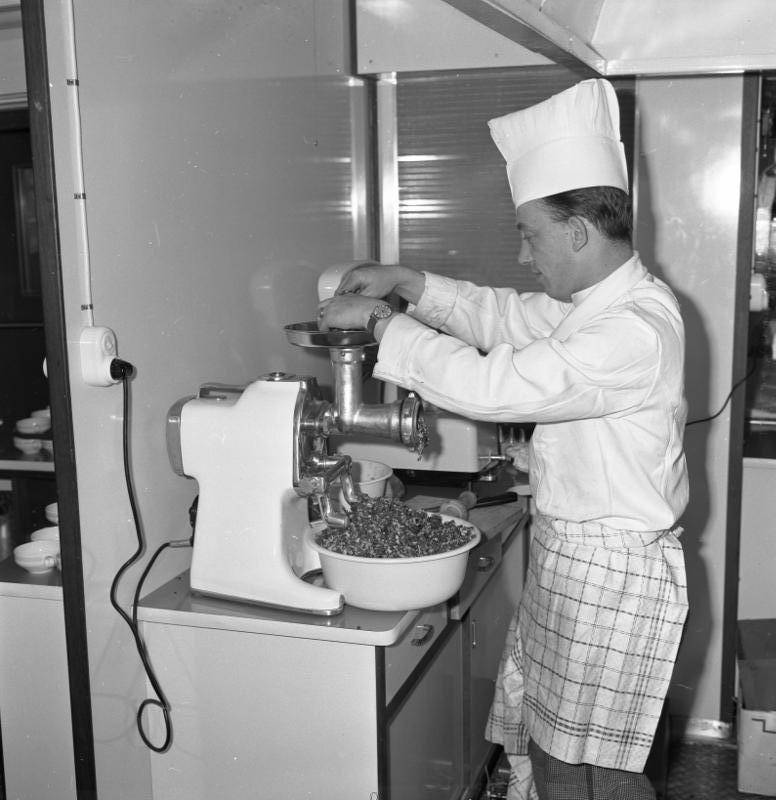
Kucharz okrętowy przy pracy na statku kursującym po rzece Ren

Kuk, kok (z ang. chief cook), kucharz okrętowy – osoba gotująca dla załogi na jednostce pływającej. Na polskich jednostkach pływających wymaga się, by legitymował się świadectwem kwalifikacyjnym wydanym przez urząd morski. Do pomocy posiada tzw. wachtę gospodarczą. Do obowiązków kuka należy przygotowywanie posiłków (w miarę możliwości różnorodnych) oraz dbanie o to, by nie zabrakło składników do potraw i pitnej wody. W zakres obowiązków kucharza okrętowego nie wchodzi obsługa podczas posiłków i sprzątanie po nich. Stanowisko pracy kucharza nazywa się kambuz.

## Świadectwa kwalifikacyjne
Wyróżnia się następujące świadectwa kwalifikacji kucharzy: świadectwo młodszego kucharza okrętowego, świadectwo kucharza okrętowego. Do uzyskania świadectwa młodszego kucharza okrętowego wymagane jest posiadanie zaświadczeń o przeszkoleniach w zakresie indywidualnych technik ratunkowych, ochrony przeciwpożarowej stopnia podstawowego, elementarnej pomocy medycznej, bezpieczeństwa osobistego i odpowiedzialności społecznej, ukończone 16 lat. Natomiast do uzyskania świadectwa kucharza okrętowego wymagane jest (opcjonalnie) posiadanie wykształcenia zasadniczego zawodowego w zawodzie kucharza lub średniego wykształcenia gastronomicznego, 12-miesięcznej praktyki pływania na statkach morskich w charakterze pomocnika kucharza oraz złożenie egzaminu na to stanowisko, posiadanie dyplomu mistrza kucharskiego oraz 3-miesięcznej praktyki pływania na statkach morskich w charakterze pomocnika kucharza, posiadanie 24-miesięcznej praktyki pływania na statkach morskich w charakterze pomocnika kucharza oraz złożenie egzaminu na to stanowisko.